# Entephria
Entephria is een geslacht van vlinders van de familie spanners (Geometridae), uit de onderfamilie Larentiinae.

## Soorten
- E. amplicosta Inoue, 1955
- E. aurata Packard, 1867
- E. aurigutta Prout, 1937
- E. aurisquamaria Krüger, 2005
- E. bastelbergeri Püngeler, 1902
- E. caeruleata (Guénée, 1858)
- E. caesiata (Denis & Schiffermüller, 1775)
- E. catochra Prout, 1939
- E. clementia Inoue, 1982
- E. contestata (Vorbrodt & Muller-Rutz, 1913)
- E. cyanata (Hübner, 1809)
- E. desperata Staudinger, 1892
- E. epipercna (Prout, 1913)
- E. flavata (Osthelder, 1929)
- E. flavicinctata (Hübner, 1813)
- E. glaucocyma Krüger, 2005
- E. ignorata Staudinger, 1892
- E. infidaria (de La Harpe, 1853)
- E. intermediaria Alphéraky, 1883
- E. inventaraia Grote, 1882
- E. lagganata Taylor, 1907
- E. leucosticta Krüger, 2005
- E. luteola Aubert, 1959
- E. maraisi Krüger, 2005
- E. mesozona Krüger, 2005
- E. multicavata Aubert, 1959

- E. multivagata Hulst, 1881
- E. muscosa Krüger, 2007
- E. muscosaria Chrétien, 1893
- E. nigrescens Hulst, 1900
- E. nobiliaria (Herrich-Schäffer, 1852)
- E. orientata Aubert, 1959
- E. polata (Duponchel, 1830)
- E. poliotaria Hampson, 1902
- E. punctatissima Warren, 1893
- E. punctipes (Curtis, 1835)
- E. ravaria Lederer, 1853
- E. relegata Püngeler, 1900
- E. takuata Taylor, 1907
- E. veletaria Wehrli, 1926